# Krzysztof Górski (dziennikarz)
Krzysztof Edward Górski (ur. 1 lipca 1944 w Sokołowie Podlaskim, zm. 10 marca 2024) – polski dziennikarz i prezenter radiowy, prawnik, wykładowca akademicki.

## Życiorys
Był absolwentem VI Liceum Ogólnokształcącego im. Tadeusza Reytana w Warszawie (1962). W 1967 ukończył studia prawnicze, w 1969 podyplomowe studia dziennikarskie na Uniwersytecie Warszawskim. W latach 1967–1968 pracował jako asystent na Wydziale Filozoficznym UW, w latach 1970–1973 odbył na tym wydziale (przemianowanym na Wydział Nauk Społecznych) studia doktoranckie. W 1974 uzyskał stopień doktora nauk społecznych. W latach 1974–1983 pracował jako adiunkt w Instytucie Filozofii i Socjologii Polskiej Akademii Nauk, następnie wykładał na Wydziale Dziennikarstwa i Nauk Politycznych UW.
Jako dziennikarz pracował początkowo w piśmie „Kronika-Dokumentacja Prasowa” (1964–1969), w latach 1969–1970 w tygodniku „Perspektywy”. Od 1974 związany był z Polskim Radiem. Tam jako jeden z pierwszych dziennikarzy prowadził program na żywo pt. Dziś pytanie – dziś odpowiedź (1977–1981), w latach 1980–1981 był jednym z odpowiedzialnych za audycje Wersje i kontrowersje. W 1982 został kierownikiem Redakcji Nauk Humanistycznych, w latach 1984–1995 był wicedyrektorem i dyrektorem Programu IV Polskiego Radia, w latach 1995–2003 zastępcą Dyrektora Biura Programowego Polskiego Radia S.A.. Był założycielem Centrum Historii Polskiej Radiofonii.
Przez wiele lat był członkiem Redakcji Audycji Religijnych Polskiego Radia i współtworzył we współpracy z Polską Radą Ekumeniczną między innymi takie audycje ekumeniczne jak Pięć minut nad Biblią i Kościoły w Polsce i na świecie. Był twórcą ponad 4000 audycji.
Był członkiem Stowarzyszenia Dziennikarzy Polskich (1969–1982), w 1983 został członkiem Stowarzyszenia Dziennikarzy PRL.
W 1981 otrzymał Nagrodę Klubu Dziennikarzy Ekonomicznych SDP, w 1987 Nagrodę Klubu Publicystyki Światopoglądowej SD PRL. W 2007 roku został wyróżniony nagrodą Polskiego Radia – Złoty Mikrofon „za zasługi w popularyzacji historii Polskiego Radia oraz dorobek dziennikarski ze szczególnym uwzględnieniem programów ekumenicznych”. W 2015 odznaczony Krzyżem Kawalerskim Orderu Odrodzenia Polski „za wybitne zasługi w działalności na rzecz rozwoju Polskiego Radia”.
Zmarł 10 marca 2024 i został pochowany na cmentarzu prawosławnym w Warszawie (kwatera katolicka nr 73).